# Vladimir Golovanov
Vladimir Semionovitch Golovanov (em russo:  Владимир Семёнович Голованов; 29 de novembro de 1938, em Batamai, Iacútia – 2 de agosto de 2003, em Khabarovsk) foi um halterofilista da União Soviética.
Golovanov ganhou ouro nos Jogos Olímpicos de Tóquio 1964, que contou como campeonato mundial de halterofilismo também, na categoria até 90 kg, com 487,5 kg no total combinado (165 no desenvolvimento [movimento-padrão abolido em 1973], 142,5 no arranque e 180 no arremesso).
Golovanov também ganhou o campeonato europeu na classe de peso até 90 kg em 1964. E ele ficou com a prata no campeonato mundial de 1965.